# Angelonia
Angelonia es un género con 34 especies de plantas  perteneciente a la familia Plantaginaceae. Son nativas de Centroamérica, Sudamérica y las Antillas.

## Descripción
Hierbas anuales o perennes. Hojas opuestas o las superiores subopuestas a alternas; indistintamente pecioladas. Flores solitarias en las axilas de las hojas o agregadas en racimos o espigas, pediceladas; cáliz 5-lobado, los lobos libres más o menos hasta la base, ovados e iguales; corola cupuliforme-campanulada y bilabiada, el labio adaxial 2-lobado, el labio abaxial 3-lobado y bisacado en la garganta; estambres fértiles 4, didínamos, los filamentos cortos. Cápsula globosa o ampliamente elipsoide, loculicida y a veces secundariamente septicida; semillas profundamente reticulado-alveoladas.

## Taxonomía
El género fue descrito por Humb. & Bonpl. y publicado en Plantae Aequinoctiales 2: 92. 1809 [1812]. La especie tipo es Angelonia salicariifolia.

## Especies seleccionadas
El género posee 34 especies confirmadas:
- Angelonia acuminatissima Herzog
- Angelonia alternifolia V.C.Souza
- Angelonia angustifolia Benth.
- Angelonia arguta Benth.
- Angelonia biflora Benth.
- Angelonia bisaccata Benth.
- Angelonia blanchetii Benth.
- Angelonia campestris Nees & Mart.
- Angelonia chiquitensis Herzog
- Angelonia ciliaris B.L.Rob.
- Angelonia cornigera Hook.
- Angelonia crassifolia Benth.
- Angelonia cubensis B.L.Rob.
- Angelonia eriostachys Benth.
- Angelonia evitae Descole & Borsini
- Angelonia gardneri Hook.
- Angelonia goyazensis Benth.
- Angelonia grandiflora C.Morren
- Angelonia hassleriana Chodat
- Angelonia hirta Cham.
- Angelonia hookeriana Gardner ex Benth.
- Angelonia integerrima Spreng.
- Angelonia leandrii J.Kickx f.
- Angelonia linarioides Taub.
- Angelonia minor Fisch. & C.A.Mey.
- Angelonia parviflora Barringer
- Angelonia pilosella J.Kickx f.
- Angelonia pratensis Gardner ex Benth.
- Angelonia procumbens Nees & Mart.
- Angelonia pubescens Benth.
- Angelonia salicariifolia Bonpl. - Angelón de Caracas[3]
- Angelonia serrata Benth.
- Angelonia tomentosa Moric. ex Benth.
- Angelonia verticillata Philcox